# Chino Valley
Chino Valley – miasto w Stanach Zjednoczonych, w stanie Arizona, w hrabstwie Yavapai.